# Potsworth – marzyciel z krainy snów
Potsworth – marzyciel z krainy snów (ang. Midnight Patrol: Adventures in the Dream Zone / Potsworth & Co.) – amerykańsko-brytyjski serial animowany z 1990 roku.

## Obsada (głosy)
- Clive Revill – pies Potsworth
- Whitby Hertford – Nick
- Elisabeth Harnois – Rosie
- Janice Kawaye – Keiko
- George Lemore – Carter
- Hamilton Camp – The Grand Dozer
- Michael Bell – Sebastian
- Kenneth Mars – Olbrzym Greystone
- Rob Paulsen – Książę Nocnych Koszmarów
- Joan Gerber – Matka Księcia Nocnych Koszmarów
- Frank Welker – Murphy, Nosey Bird, Rocky
- Brian Mitchell
- Ron Palillo
- Jim Cummings

## Lista odcinków
- 1. Night of the BedBugs
- 2. The Dozer Walks Among Us
- 3. King Potsworth
- 4. The Nightmirror
- 5. When Bubba Rules
- 6. Nick’s Super Switch
- 7. Dozer Quest
- 8. Rosie’s Extra Sweet
- 9. I Was a Teenage Babysitter
- 10. The Wishing Whale
- 11. Santa-Napped
- 12. Save the Cave
- 13. Rosie’s Fuss Attack